# Minna Singer-Burian
Hermine „Minna“ Singer-Burian (* 1874 in Wien; † 1946 ebenda) war eine österreichische Sängerin klassischer Musik in der Stimmlage Sopran sowie Hochschullehrerin und später -leiterin.

## Familie
Singer-Burian war die Tochter von Barbara Burian-Rupprecht (1844–1885) und hatte einen älteren Bruder Hans Burian (1870–1891). Sie war mit Jacques Theodor Singer (1866–1939) verheiratet und hatte eine gemeinsame Tochter Berti Wisoko-Geller, ebenfalls Gesangslehrerin. Das Familiengrab befindet sich auf dem Evangelischen Friedhof Matzleinsdorf.

## Leben und Wirken
Singer-Burian wurde 1930 zur Professorin für Gesang an der Universität für Musik und darstellende Kunst Wien ernannt. Aufgrund ihres jüdischen Ehemanns drohte ihr 1938 die Kündigung entsprechend der „Verordnung zur Neuordnung des Berufsbeamtentums“; auf Antrag des Ministerialrats Karl Wisoko-Meytsky konnte die Kündigung aufgeschoben werden, bis sie nach dem Tod ihres Ehemannes 1939 obsolet wurde. Nach dem Kriegsende übernahm sie 1945 von Franz Schütz die Leitung der Akademie bis zu ihrem Tod kurze Zeit später.
Zu ihren Schülern zählten u. a. Hugues Cuénod, Gertrude Grob-Prandl und Arnold Pauli.